# خوزه کاسادو
خوزه کاسادو (انگلیسی: José Casado؛ زادهٔ ۱۴ ژانویهٔ ۱۹۸۸) بازیکن فوتبال اهل اسپانیا است.
از باشگاه‌هایی که در آن بازی کرده‌است می‌توان به باشگاه فوتبال اسپارتاک ترناوا اشاره کرد.